# Nadja Scholz
Nadja Scholz (* 1977 in Bonn) ist eine deutsche Journalistin, Literaturwissenschaftlerin und Medienmanagerin. Seit Januar 2023 ist sie Programmdirektorin des deutschen Auslandssenders Deutsche Welle.

## Ausbildung
Scholz studierte Deutsch-Italienische Studien und Kunstgeschichte an der Rheinischen Friedrich-Wilhelms-Universität Bonn sowie der Universität Florenz. Sie schloss ihr Magisterstudium 2003 ab und promovierte 2008 in Literaturwissenschaften. 
Nach ihrer Promotion durchlief Scholz eine Redakteursausbildung an der Deutschen Journalistenschule und absolvierte ein Aufbaustudium in praktischem Journalismus an der Ludwig-Maximilians-Universität München.

## Laufbahn
Scholz sammelte frühzeitig journalistische Erfahrungen bei Printmedien wie der Süddeutschen Zeitung oder dem Kölner Stadt-Anzeiger. 2009 trat sie in die Deutsche Welle (DW) ein und entwickelte sich zu einer treibenden Kraft der digitalen Transformation des Senders. Das Thema Digitalisierung griff sie inhaltlich früh auf, indem sie maßgeblich an der Einführung des DW-Magazins Shift – Leben in der digitalen Welt beteiligt war. Sie leitete mehrere Jahre die Digitalredaktion der DW, in der das Magazin produziert wurde. 
2016 übernahm sie die Leitung der Unternehmensstrategie bei der Deutschen Welle, wo sie die Digital- und On-Demand-Strategie des Senders formte und das Innovationslabor „DW Lab“ für digitale journalistische Produkte ins Leben rief.
Seit Januar 2023 ist Nadja Scholz als Programmdirektorin (Managing Director Programming) der Deutschen Welle tätig. In dieser Funktion verantwortet sie die gesamten journalistischen Angebote des Senders. Zuvor war sie ab 2022 stellvertretende Programmdirektorin.  
Als Programmdirektorin fördert Scholz in der DW den Konstruktiven Journalismus und setzt sich damit aktiv für eine nachhaltige und lösungsorientierte Berichterstattung ein. Unter ihrer Führung verfolgt die DW eine Multiplattformstrategie, die darauf abzielt, ein breites Publikum weltweit zu erreichen und Desinformation entgegenzuwirken.
Außerdem ist Scholz seit 2023 Mitglied des Aufsichtsrats der Deutschen Presse-Agentur sowie seit 2024 Mitglied des Stiftungsrates der Stiftung Oper in Berlin.
Scholz war unter anderem Stipendiatin der RIAS Berlin Kommission, der Studienstiftung des Deutschen Volkes und der FAZIT-Stiftung. 